# Irina Tarasova
Irina Ivanovna Tarasova (in russo Ирина Ивановна Тарасова?; 15 aprile 1987) è una pesista russa.

## Palmarès
| Anno | Manifestazione           | Sede       | Evento         | Risultato | Misura  | Note                                     |
| ---- | ------------------------ | ---------- | -------------- | --------- | ------- | ---------------------------------------- |
| 2003 | Mondiali allievi         | Sherbrooke | Getto del peso | 5ª        | 15,04 m | Miglior prestazione personale            |
| 2004 | Mondiali juniores        | Grosseto   | Getto del peso | 5ª        | 16,16 m |                                          |
| 2005 | Europei juniores         | Kaunas     | Getto del peso | Argento   | 16,53 m |                                          |
| 2006 | Mondiali juniores        | Pechino    | Getto del peso | Bronzo    | 17,11 m |                                          |
| 2007 | Europei under 23         | Debrecen   | Getto del peso | Oro       | 18,26 m |                                          |
| 2007 | Universiadi              | Bangkok    | Getto del peso | Oro       | 17,46 m |                                          |
| 2009 | Europei under 23         | Kaunas     | Getto del peso | Argento   | 17,90 m |                                          |
| 2011 | Europei indoor           | Parigi     | Getto del peso | 8ª        | 17,17 m |                                          |
| 2011 | Universiadi              | Bangkok    | Getto del peso | Oro       | 18,02 m |                                          |
| 2012 | Mondiali indoor          | Istanbul   | Getto del peso | 8ª        | 18,54 m |                                          |
| 2012 | Europei                  | Helsinki   | Getto del peso | Argento   | 18,91 m |                                          |
| 2012 | Olimpiadi                | Londra     | Getto del peso | 8ª        | 19,00 m |                                          |
| 2013 | Europei indoor           | Göteborg   | Getto del peso | 4ª        | 18,31 m | Miglior prestazione personale stagionale |
| 2013 | Universiadi              | Kazan'     | Getto del peso | Oro       | 18,75 m |                                          |
| 2013 | Mondiali                 | Mosca      | Getto del peso | 7ª        | 18,37 m |                                          |
| 2014 | Mondiali indoor          | Sopot      | Getto del peso | 9ª (q)    | 18,11 m |                                          |
| 2014 | Europei                  | Zurigo     | Getto del peso | 6ª        | 18,05 m |                                          |
| 2015 | Giochi mondiali militari | Mungyeong  | Getto del peso | Argento   | 17,90 m |                                          |

## Altre competizioni internazionali
2014
- 4ª in Coppa Europa invernale di lanci ( Leiria), getto del peso - 17,63 m
- 4ª all'Adidas Grand Prix ( New York), getto del peso - 18,38 m
- Campionati europei a squadre di atletica leggera ( Čeboksary)
- Argento agli Europei a squadre ( Braunschweig), getto del peso - 18,36 m

2015
- Argento agli Europei a squadre ( Čeboksary), getto del peso - 18,51 m